# 豊平町 (広島県)
豊平町（とよひらちょう）は、かつて広島県の北西部にあった町。山県郡に属した。
2005年2月1日に山県郡東部 - 北部の4町（大朝・芸北・豊平・千代田町）の合併の結果成立した山県郡北広島町に移行して廃止した。

## 地理
- 河川
  - 志路原川…江の川支流。
  - 西宗川…太田川支流。
  - 丁川…太田川支流。

- 山
  - 椎谷山（標高954.2m）
  - 樋佐毛山（標高952.0m）
  - 龍頭山（標高928.4m）
  - 牛ガ首山（標高918.8m）
  - 海見山（標高870.0m）
  - 松歳山（標高820.2m）
  - 大丸峯（標高778.5m）
  - 野々志山（標高741.0m）
  - 城山（標高667.0m）
  - 平家山（標高665.0m）
  - 滝脇山（標高639.8m）
  - 石仏山（標高502.6m）

## 沿革
- 1889年4月1日 - 市町村制施行。当時の町域には都谷村・原村・吉坂村があった。
- 1956年3月31日 - 都谷・原・吉坂の各村が対等合併して豊平町が成立する。
- 2005年2月1日 - 大朝・芸北・千代田各町と合併して北広島町に移行したことに伴い廃止する。

## 地域

### 教育
- 小学校
  - 北広島町立豊平小学校

- 中学校
  - 北広島町立豊平中学校

### 大字
- 阿坂（あざか）
- 今吉田（いまよしだ）
- 海応寺（かいおうじ）
- 上石（かみいし）
- 志路原（しじはら）
- 下石（しもいし）
- 都志見（つしみ）
- 戸谷（とだに）
- 長笹（ながささ）
- 中原（なかばら）
- 西宗（にしむね）
- 吉木（よしき）

## 交通

### 鉄道
鉄道路線は存在しない。最寄り駅は可部線可部駅。

### バス
- 豊平交通が琴谷（旧豊平町役場周辺）を中心に約10路線を運行。

### 道路
- 国道
  - 国道433号
  - 国道434号（町内は全て国道433号と重用）

- 主要地方道
  - 広島県道38号広島豊平線
  - 広島県道40号安佐豊平芸北線

- 一般県道
  - 広島県道301号澄合豊平線
  - 広島県道308号溝口加計線
  - 広島県道309号小河内都志見線
  - 広島県道312号志路原大朝線
  - 広島県道313号烏帽子中原線
  - 広島県道314号七曲千代田線
  - 広島県道315号下石八重線
  - 広島県道316号都志見千代田線

## 名所・旧跡
- 吉川氏城館跡
- 道の駅豊平どんぐり村

## 備考
北海道にかつて同じ名称の「豊平町」（現在の札幌市豊平区・清田区・南区に位置する）が存在していた上、合併後にできた「北広島町」に関しても北海道に「北広島市」が存在する。ちなみに、両区域とも旧札幌郡である。